# Oberhofen, Aargau
Oberhofen (schweizertyska: Oberhofe) är en ort i kommunen Mettauertal i kantonen Aargau, Schweiz. Orten var före den 1 januari 2010 en egen kommun, men slogs då samman med kommunerna Etzgen, Hottwil, Mettau och Wil till den nya kommunen Mettauertal.